# Жарков, Егор Антонович
Егор Антонович Жарков (род. 27 января 1987, Магнитогорск, Челябинская область) — российский хоккеист, нападающий.

## Карьера
Воспитанник магнитогорского «Металлурга». С 2002 года — в московском «Динамо». На профессиональном уровне провёл пять сезонов. В сезоне 2003/04 дебютировал в первой лиге первенства России за «Динамо-2» Москва. По ходу следующего сезона перешёл в команду QMJHL «Кейп-Бретон Скриминг Иглз», которая выбрала Жаркова на импорт-драфте CHL-2003 под № 15. Сезон 2005/06 провёл в петербургских клубах «Спартак» (высшая лига) и «СКА-2» (первая лига). В сезоне 2006/07 играл в Суперлиге за «Крылья Советов» и за фарм-клуб в первой лиге. В следующем сезоне провёл одну игру в Суперлиге за тольяттинскую «Ладу» и семь — за «Ладу-2» в первой лиге.
Участник чемпионата среди юниоров 2005.